# Eden FX
Eden FX ist ein US-amerikanisches Unternehmen, das sich auf Spezialeffekte für Filme, TV-Serien und Werbespots spezialisiert hat. Der Sitz der Firma liegt in Hollywood, Los Angeles, Kalifornien.

## Firmengeschichte
Eden FX wurde im Jahr 2000 von John Gross und Mark Miller gegründet. John Gross begann seine Karriere als Gründungsmitglied von Amblin Imaging. Das Team bei Amblin erstellte innovative Effekte für die TV-Serie seaQuest DSV. Von 1996 bis 2000 gehörte Gross die Firma Digital Muse, ein erfolgreiches Unternehmen, das unter anderem visuelle Effekte für TV-Serien wie Akte X, Star Trek und Sliders schuf.
Eden FX ist spezialisiert auf Computer-Generated-Imagery-Effekte, die mittlerweile gerade bei TV-Serien die alte Modell-Technik ersetzt hat, da sie wesentlich günstiger ist.
Im Jahre 2004 erhielt die Episode „Countdown“ der Serie Star Trek: Enterprise den Emmy für die von EdenFX produzierten visuellen Effekte.

## Projekte
- Star Trek: Enterprise
- Navy CIS
- JAG – Im Auftrag der Ehre
- Six Feet Under – Gestorben wird immer